# 石澳郊野公園

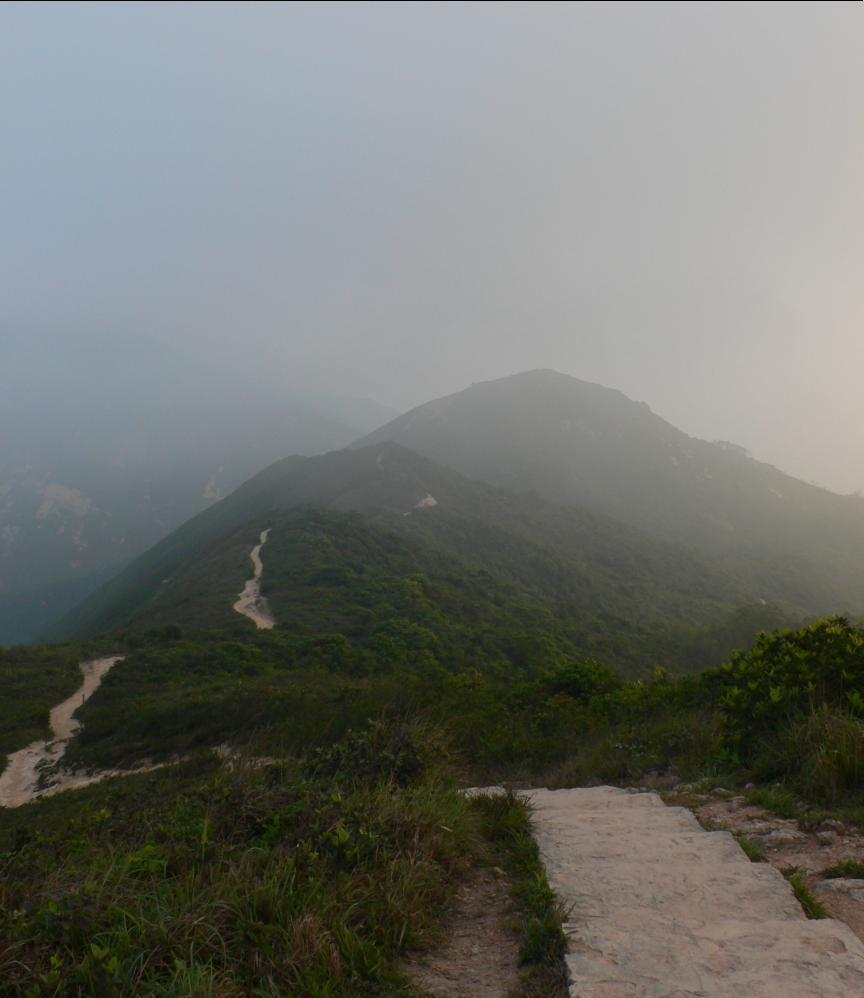
龍脊（鏡頭向南）

石澳郊野公園（英語：Shek O Country Park）是香港的一個郊野公園，於1979年9月21日劃定，位於香港島南區東部，佔地達701公頃，西接大潭郊野公園，兩者以大潭道為界。公園覆蓋石澳半島和鶴咀半島，範圍北至砵甸乍山，南至鶴咀。公園中設有3條主要行山徑，連接大潭峽及砵甸乍山，可眺望赤柱、大潭、石澳及附近離島的景色。
2004年11月，石澳郊野公園的龍脊被《時代雜誌（亞洲版）》選為「全亞洲最佳市區遠足點」。

## 站外連結
- 漁農自然護理署 石澳 （页面存档备份，存于）